# Centro de Investigación en Criminología de Albacete
El Centro de Investigación en Criminología de Albacete es un centro de investigación criminológica situado en la ciudad española de Albacete. Pertenece a la Universidad de Castilla-La Mancha.

## Historia
El  Centro de Investigación en Criminología de la Universidad de Castilla-La Mancha se creó en el año 1999 con el objetivo de impulsar la investigación y la docencia en el campo de la Criminología. El centro nació fruto de la tradición criminológica de la Universidad de Castilla-La Mancha desde 1990. En 1990 se creó el Máster en Crimnología, una de las primeras titulaciones propias de esta Universidad. Al año siguiente se creaba el programa de doctorado en Criminología, configurando una completa oferta de estudios de posgrado en el ámbito de la Criminología. En el curso 1996-1997 se comenzó a impartir el Curso de Formación en Prevención y Tratamiento de las Drogodependencias. En 2005 el Ministerio de Educación concedió la Mención de Calidad para el Programa de Doctorado en Criminología de la Universidad de Castilla-La Mancha. Con la incorporación al Espacio Europeo de Educación Superior, el Centro de Investigación Criminológica impulsó la creación del Máster en Criminología y Delincuencia Juvenil en 2009. En 2018 se comenzó a impartir el grado en Criminología. Además, el centro organiza diferentes cursos especializados y colabora con otras universidades en estudios de Criminología. En su seno se realizan conferencias impartidas por importantes criminólogos llegados desde Europa y Estados Unidos.

## Investigación
Las principales líneas de investigación abiertas en este centro son:
- Delincuencia Juvenil
- Género, Delincuencia y Victimación
- Justicia de Menores y Administración de Justicia
- Psicología y Ley en el Ámbito de los Tribunales de Justicia
- Drogodependencias
- Sistemas de Seguridad
- Percepciones y Actitudes Frente a la Delincuencia